# Couratari asterophora
Couratari asterophora es una especie de planta leñosa en la familia Lecythidaceae.
Es endémica de Brasil. Está amenazada por pérdida de hábitat.